# Acuerdo de Oslo II

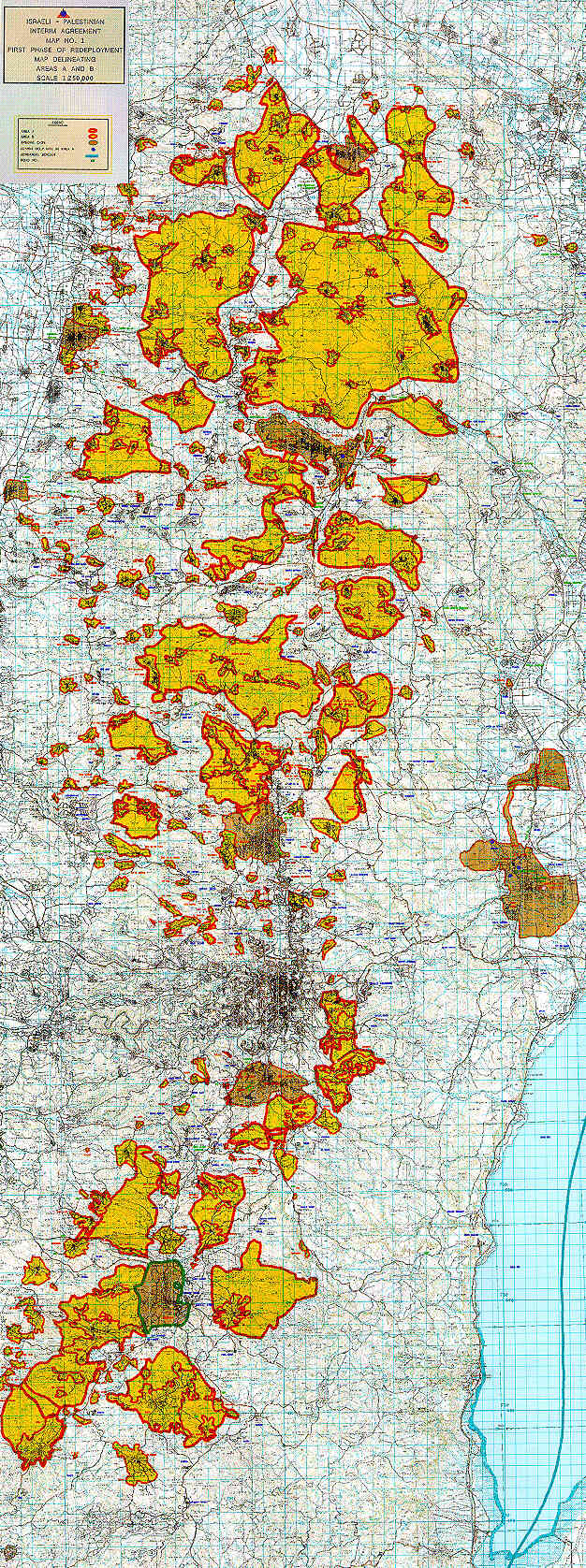
Mapa oficial de la primera fase del "acuerdo interino israelí-palestino", Áreas A y B (la C se define como el resto de Cisjordania).

El Acuerdo Interino sobre Cisjordania y la Franja de Gaza (en inglés: Interim Agreement on the West Bank and the Gaza Strip), conocido como Oslo II, fue un acuerdo clave y complejo en el Proceso de Paz israelí-palestino, a continuación de los acuerdos de Oslo de 1993. Fue firmado el 24 de septiembre de 1995 en Taba (Egipto) - de ahí que a veces se le denomina Acuerdo de Taba- y refrendado oficialmente cuatro días después, el 28 de septiembre, en Washington D. C., en presencia de representantes de los Estados Unidos,
la Federación de Rusia, Egipto, Jordania, Noruega y la Unión Europea. Los primeros Acuerdos de Oslo preveían el establecimiento de un autogobierno provisional palestino en los Territorios Palestinos. Oslo II dividió Cisjordania en Áreas A, B y C. Se otorgaron a la Autoridad Nacional Palestina algunas competencias y responsabilidades limitadas en las Áreas A y B, a Israel control absoluto administrativo y militar del Área C, y una perspectiva de negociaciones para lograr un acuerdo definitivo basado en las Resoluciones 242 y 338 del Consejo de Seguridad.

## Contexto histórico
El acuerdo se construye sobre los cimientos del Acuerdo de Oslo I de 1993, oficialmente llamado «Declaración de Principios sobre las Disposiciones relacionadas con un Gobierno Autónomo Provisional», que había sido firmado formalmente el 13 de septiembre de 1993 por Israel y la OLP, con el Primer Ministro Rabin y el presidente Arafat en Washington D. C., en presencia de representantes de Estados Unidos y Rusia.
El Acuerdo de Oslo II fue firmado por primera vez en Taba (en la península egipcia del Sinaí) por Israel y la OLP el 24 de septiembre de 1995 y, cuatro días después en Washington D. C., el 28 de septiembre de 1995, por el Primer Ministro israelí, Isaac Rabin, y el presidente de la OLP, Yaser Arafat, en presencia del Presidente de Estados Unidos, Bill Clinton, así como por representantes de Rusia, Egipto, Jordania, Noruega y la Unión Europea.
Sustituye a tres acuerdos anteriores:
- el Acuerdo Gaza-Jericó, o Acuerdo de El Cairo, de 1994
- el «Acuerdo sobre la transferencia preparatoria de poderes y responsabilidades entre Israel y la OLP» (Agreement on Preparatory Transfer of Powers and Responsibilities Between Israel and the PLO), de 29 de agosto de 1994
- el «Protocolo sobre la ulterior transferencia de poderes y responsabilidades» (Protocol on Further Transfer of Powers and Responsibilities), de 27 de agosto de 1995

El Acuerdo de Oslo II se denomina «acuerdo provisional» porque se suponía que iba a ser la base de negociaciones posteriores y el paso preliminar hacia un eventual acuerdo de paz global. Tras Oslo II se celebraron varios acuerdos adicionales, pero las negociaciones no dieron lugar a un acuerdo de paz definitivo. La Hoja de Ruta para la Paz de 2002 abandonó los Acuerdos de Oslo y previó un plan de retirada bastante laxo.

## Objetivo del acuerdo
El preámbulo del acuerdo habla de coexistencia pacífica, dignidad mutua y seguridad, al tiempo que reconoce los derechos legítimos y políticos mutuos de las partes. El objetivo de las negociaciones israelí-palestinas es, entre otras cosas, establecer una Autoridad Palestina Provisional de Autogobierno para el pueblo palestino en Cisjordania y la Franja de Gaza, por un periodo transitorio no superior a cinco años, que conduzca a un acuerdo permanente basado en las Resoluciones 242 y 338 del Consejo de Seguridad.
Lo antes posible, pero no más tarde del 4 de mayo de 1996, se iniciarían las negociaciones sobre el estatuto permanente, que conducirían a la aplicación de las Resoluciones 242 y 338 del Consejo de Seguridad y resolverían todas las cuestiones principales. Esas cuestiones importantes a debatir posteriormente incluyen las fronteras y la naturaleza de la entidad palestina, el destino de los colonos y asentamientos israelíes, el estatuto de Jerusalén, el derecho de los refugiados palestinos a regresar (bien a la entidad palestina, bien a sus hogares abandonados en Israel), las indemnizaciones a los refugiados y el uso del agua.
El Ministerio de Asuntos Exteriores israelí declaró que el objeto principal del Acuerdo Provisional era el siguiente:

ampliar el autogobierno palestino en Cisjordania mediante una autoridad autónoma elegida [para] permitir a los palestinos dirigir sus propios asuntos internos, reducir los puntos de fricción entre israelíes y palestinos y abrir una nueva era de cooperación y coexistencia basada en el interés común, la dignidad y el respeto mutuo. Al mismo tiempo, protege los intereses vitales de Israel y, en particular, sus intereses de seguridad, tanto en lo que respecta a la seguridad exterior como a la seguridad personal de sus ciudadanos en Cisjordania.

## Contenido del acuerdo
El Acuerdo Interino consta de más de 300 páginas que contienen 5 «capítulos» con 31 «artículos», además de 7 «anexos» y 9 «mapas» adjuntos. El acuerdo tiene un «preámbulo» que reconoce sus raíces en los esfuerzos diplomáticos anteriores de la Resolución 242 (1967) del Consejo de Seguridad de la ONU y la Resolución 338 (1973) del Consejo de Seguridad de la ONU, la Conferencia de Madrid de 1991 y los otros acuerdos previos que le precedieron. Lo más significativo es que el acuerdo reconoce el establecimiento de una «Autoridad Palestina Provisional de Autogobierno», es decir, un Consejo elegido, denominado «el Consejo» o «el Consejo Palestino».

### Capítulo 1: El Consejo Palestino
Este capítulo consta de los artículos I a IX que esbozan la constitución y las funciones del Consejo Palestino y tratan de: el papel y los poderes de un Consejo Palestino gobernante y de un comité que se ocupe de los asuntos civiles y de la transferencia de poder de Israel al Consejo Palestino. La celebración de elecciones, la estructura del Consejo Palestino, que deberá tener 82 representantes, la autoridad ejecutiva del Consejo, varios otros comités, que las reuniones del consejo deberán estar abiertas al público, y esbozar los poderes y responsabilidades del Consejo.

### Capítulo 2: Redespliegue y disposiciones de seguridad
Consta de los artículos X a XVI: Fases del redespliegue de las Fuerzas de Defensa de Israel, funciones de las Fuerzas de Seguridad de Israel y de la policía israelí, perspectivas sobre el territorio de Cisjordania y la Franja de Gaza, definición de las Áreas A, B y C que dividen Cisjordania, disposiciones en materia de seguridad y orden público, prevención de actos hostiles, medidas de fomento de la confianza y función de la policía palestina:

#### Artículos X a XIII: Áreas A, B y C
El acuerdo preve tres áreas en las que se redistribuyen las responsabilidades administrativas, policiales y militares de las fuerzas israelíes y de las autoridades palestinas.
- Área A: cubre las principales ciudades palestinas -Nablus, Yenín, Tulkarem, Kalkilia, Ramala, Belén y, posteriormente, en enero de 1997, el 80 por ciento de Hebrón-,[nota 1] aproximadamente el 3 % del territorio. El control de los asuntos civiles y la seguridad interior se trasladan a los palestinos.[2]
- Área B: incluye unos 440 pueblos y sus tierras circundantes, lo que representa alrededor del 23 % del territorio. En ella los palestinos son responsables de ciertas funciones municipales, mientras que patrullas conjuntas palestino-israelíes mantienen la seguridad interna.[2]
- Área C: formada por aproximadamente el 74 % del territorio, incluyendo los 145 asentamientos israelíes y los nuevos barrios judíos de Jerusalén Este y sus alrededores, permanece bajo pleno control israelí.[2]

### Capítulo 3: Asuntos legales
Consta de los artículos XVII a XXI y trata de: el alcance de la autoridad y jurisdicción del Consejo Palestino y la resolución de conflictos, los poderes legislativos del Consejo, que «Israel y el Consejo ejercerán sus poderes y responsabilidades conforme a este acuerdo teniendo debidamente en cuenta las normas y principios de derechos humanos y del Estado de Derecho internacionalmente aceptados», los diversos derechos, responsabilidades y obligaciones con la transferencia de poderes y responsabilidades del gobierno militar israelí y su administración civil al Consejo Palestino, el tratamiento de las reclamaciones financieras y la resolución de diferencias y disputas.

### Capítulo 4
Consta de los artículos XXII a XXVIII: Relaciones entre Israel y el Consejo:

(...) se abstendrán, en consecuencia, de toda incitación, incluida la propaganda hostil, contra la otra parte (...) que sus respectivos sistemas educativos contribuyan a la paz entre los pueblos israelí y palestino y a la paz en toda la región, y se abstendrán de introducir cualquier motivo que pueda afectar negativamente al proceso de reconciliación (...) cooperarán en la lucha contra las actividades delictivas que puedan afectar a ambas partes, incluidos los delitos relacionados con el tráfico de drogas ilegales y sustancias psicotrópicas, el contrabando y los delitos contra la propiedad (...)

Las normas de las relaciones económicas establecidas en el Protocolo sobre Relaciones Económicas, firmado en París el 29 de abril de 1994, los programas de cooperación que se espera desarrollar, el papel y el funcionamiento del Comité Mixto de Enlace Israelí-Palestino creado en el marco de la Declaración de Principios (Acuerdos de Oslo de 1993 y la creación de un Comité de Seguimiento y Dirección, el enlace y la cooperación con Jordania y Egipto, y la localización y devolución de personas desaparecidas y soldados desaparecidos en combate.

### Capítulo 5: Disposiciones varias
Consta de los artículos XXIX a XXXI: Disposiciones para el paso seguro de personas y el transporte entre Cisjordania y la Franja de Gaza, la coordinación entre Israel y el Consejo en relación con el paso hacia y desde Egipto y Jordania, así como cualquier otro cruce internacional acordado, y luego las cláusulas finales que tratan de la firma del acuerdo, su aplicación, que el Acuerdo Gaza-Jericó (mayo de 1994), el Acuerdo Preparatorio de Transferencia (agosto de 1994), y el Protocolo de Transferencia Adicional (agosto de 1995) serán sustituidos por este acuerdo, la necesidad y el calendario de las negociaciones sobre el estatuto permanente, y que:

Las negociaciones sobre el estatuto permanente comenzarán lo antes posible, pero no más tarde del 4 de mayo de 1996, entre las Partes. Queda entendido que estas negociaciones abarcarán las cuestiones pendientes, incluyendo: Jerusalén, refugiados, asentamientos, acuerdos de seguridad, fronteras, relaciones y cooperación con otros vecinos, y otras cuestiones de interés común.

La OLP se compromete a que, en el plazo de dos meses a partir de la fecha de toma de posesión del Consejo, el Consejo Nacional Palestino se reunirá y aprobará formalmente los cambios necesarios en relación con el Pacto Palestino, tal y como se comprometió en las cartas firmadas por el Presidente de la OLP y dirigidas al Primer Ministro de Israel, con fecha 9 de septiembre de 1993 y 4 de mayo de 1994.

Discusión sobre la liberación de prisioneros palestinos, acuerdo sobre los anexos y mapas adjuntos e inicio del redespliegue de Israel. 